# All on Account of the Milk
All on Account of the Milk è un cortometraggio muto del 1910 diretto da Frank Powell qui al suo esordio come regista.

## Trama
Per un equivoco, Hiram, un giovane appaltatore, scambia per la cameriera la bella Sophia Simpson che, in realtà, è la padrona di casa. I due giovani si piacciono e, per non rovinare il flirt, continuano a fingersi quello che non sono: Sophia rivestendo sempre i panni della cameriera, lui fingendosi un operaio, come lei ha erroneamente creduto fosse quando lo ha visto per la prima volta.

## Produzione
Prodotto dalla Biograph Company, il film venne girato dal 9 all'11 dicembre 1909 negli studi della Biograph e a Fort Lee, nel New Jersey.

## Distribuzione
Il copyright del film, richiesto dalla Biograph Co., fu registrato il 15 gennaio 1910 con il numero J137280. Distribuito dalla Biograph Company, il film - un cortometraggio in una bobina - uscì nelle sale statunitensi il 15 gennaio 1910. Copia del film viene conservata in un positivo 35 mm negli archivi della Library of Congress.